# Laguindingan

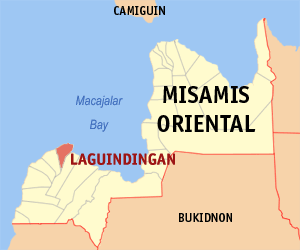
Bản đồ Misamis Oriental với vị trí của Laguindingan

Laguindingan là một đô thị hạng 5 ở tỉnh Misamis Oriental, Philippines. Theo điều tra dân số năm 2000 của Philipin, đô thị này có dân số 18.451 người trong 3.968 hộ.
Thị xã này sẽ có Sân bay quốc tế Laguindingan. Sân bay này đã được động thổ ngày 11/1/2006 với tổng mức đầu tư 107 triệu USD.

## Các đơn vị hành chính
Laguindingan được chia ra 11 barangay.
- Aromahon
- Gasi
- Kibaghot
- Lapad
- Liberty
- Mauswagon
- Moog
- Poblacion
- Sambulawan
- Sinai
- Tubajon